# Бойко Анатолій Володимирович
Анатолій Володимирович Бойко (* 22 серпня 1939, Лохвиця, Полтавська область, Українська РСР) — радянський та український вчений, засновник нового наукового напрямку в турбінобудуванні — оптимальне проектування турбомашин, педагог, організатор науки і освіти.

## Біографія
Народився в сім'ї службовців.
У 1956 році закінчив Гадяцьку середню школу № 2 Полтавської області з золотою медаллю; у 1961 році Харківський політехнічний інститут (в теперішній час Національний технічний університет «ХПІ») за спеціальністю «Турбінобудування» з відзнакою.
1967 рік — Кандидат технічних наук, кандидатську дисертацію «Дослідження роботи ступенів парових турбін з невеликим втулковим відношенням» захистив у Харківському політехнічному інституті.
1983 рік — Доктор технічних наук, докторську дисертацію «Оптимальне проектування, розробка та дослідження проточної частини осьових турбін» захистив у Московському вищому технічному училищі ім. М. Е. Баумана з рішенням спеціалізованої Вченої ради вважати, що «сукупність наукових положень і результатів, сформульованих та обґрунтованих у дисертації, можна кваліфікувати як новий напрямок у теорії турбомашин…».
1972 рік — Доцент.
1984 рік — Професор.

## Трудова діяльність
1961—1972 — Харківський політехнічний інститут, науковий співробітник, викладач;
1968—1969 — Канзаський Державний Університет (Kansas State University, Manhattan, Kansas, USA), науковий дослідник-стажист;
1972—1985 — Харківський політехнічний інститут, проректор з академічних питань та міжнародних відносин;
10.1976–12.1976 — Ліверпульський Університет (University of Liverpool, Department of Mechanical Engineering, UK), наукова робота та лекції;
1985—1999 — Організація Об'єднаних Націй, Директор Відділу промисловості та технологій Європейської Економічної Комісії (UNECE);
2000—2004 — Національний технічний університет «ХПІ», професор;
2004—2017 — Національний технічний університет «ХПІ», завідувач кафедри турбінобудування.

## Нагороди та премії
Лауреат Державної премії України в галузі науки і техніки за розробку наукових основ газодинамічного вдосконалення та створення високоефективних і надійних проточних частин парових турбін потужністю 200—1000 МВт (Указ Президента України від 19 Лютого 1992).
Нагороджений двома орденами: Орден Трудового Червоного Прапора (1980), Орден Дружби Народів (1985) і медаль " За трудову доблесть " (1970).

## Наукова та адміністративна діяльність
Наукові дослідження присвячені розробці основних принципів газодинамічного поліпшення проточних частин осьових турбін з метою підвищення їх ефективності та надійності.
Під керівництвом і за його безпосередньої участі розробляються: основи теорії оптимізації турбомашин; методики оптимального проектування турбінних профілів; визначення оптимальної кількості ступенів у турбінах; пошук оптимальних законів зміни кутів соплових і робочих лопаток уздовж радіуса, як для окремих ступенів, так і для групи ступенів, включаючи відсіки та весь циліндр. Наукові роботи включають теоретичні, обчислювальні та експериментальні дослідження профілів, ступенів і відсіків циліндрів високого, середнього та низького тиску, що охоплює майже всю різноманітність ступенів існуючих потужних турбін.
Це були новаторські роботи не тільки в СРСР. У 1982 році виходить. монографія Бойка А. В. «Оптимальне проектування проточної частини осьових турбін». Книга була першою в світі, що заклала теоретичні основи нового наукового напрямку — оптимізація турбомашин [1].
Результати напруженої і плідної роботи багатьох років були підсумовані у його докторській дисертації, яка була захищена на засіданні Вченої ради Московського вищого технічного училища ім. М. Е. Баумана (в теперішній час Московський державний технічний університет ім. М. Е. Баумана) з рішенням вважати роботу новим науковим напрямком у турбінобудуванні (оптимальне проектування турбомашин) (1983). У 1984 році він отримує звання професора.
Паралельно з науковою роботою веде велику організаційну діяльність на посту проректора з академічних питань та міжнародних відносин (1972—1985). Багато часу і емоційної енергії інвестує в організацію підготовки кваліфікованих інженерів для зарубіжних країн, створення міжнародних дружніх стосунків, розширення міжнародного наукового співробітництва ХПІ з університетами та підприємствами зарубіжних країн, зміцнення авторитету інституту у світі. Колишні іноземні студентів у своїх листах з великою теплотою згадують роки навчання в ХПІ. У 1986 році виходить у світ книга «Назавжди в моєму серці», що розповідає про цей період складної та благородної праці [2].
З 1985 по 1999 роки триває новий етап життя Анатолія Володимировича — робота в Женеві (Швейцарія) на посаді Директора Відділу промисловості та технологій Європейської Економічної Комісія ООН (UNECE). Сьогодні до складу ЄЕК ООН входять 56 країн світу.
Відділ на чолі з А. В. Бойко активно аналізує і поширює в країнах — членах ЄЕК ООН (і не тільки) — накопичений позитивний досвід у таких галузях, як машинобудування та автоматизація, хімічна промисловість, металургія, створення безвідходних технологій у машинобудуванні, альтернативні джерела енергії. Узагальнюється та розповсюджується позитивний досвід у таких напрямках діяльності країн, як державна політика в галузі науки і техніки, стандартизація, розвиток малого та середнього бізнесу. Як Директор Відділу ЄЕК ООН А. В. Бойко ініціює, розроблює та впроваджує в життя для країн — членів ЄЕК ООН — регіональні програми «Металургія та екологія», «Хімічна промисловість — сталий економічний та екологічний розвиток» (CHEMISEED). Під час роботи А. В. Бойка на посаді директора Відділом було організовано та проведено більш ніж 40 міжнародних семінарів, випущено 18 книг — аналітичних досліджень, присвячених проблемам розвитку вказаних вище галузей промисловості країн — членів ЄЕК ООН.
Після закінчення роботи в ООН у 2000 році повертається до своєї Alma mater і з вересня 2004 року очолює кафедру турбінобудування.
За ініціативою завідувача кафедри Постановою Кабінету Міністрів України за № 665-р від 27 грудня 2006 року Науково-дослідний комплекс експериментальних установок з вивчення газодинамічних і теплотехнічних процесів у турбомашинах кафедри турбінобудування НТУ «ХПІ» внесено до Державного реєстру наукових об'єктів, що становлять національне надбання України.
Під керівництвом завідувача кафедри продовжені та ведуться на широкому фронті роботи в галузі оптимізації турбомашин. На основі останніх теоретичних розробок, підходів, принципів та алгоритмів розв'язання задач оптимізації, спираючись на багатий багаторічний досвід теоретичних та експериментальних аеродинамічних та теплофізичних досліджень, проведених на кафедрі, створено унікальний програмний комплекс САПР «Турбоагрегат», що дозволяє розв'язувати найскладніші задачі оптимального проектування проточних частин парових і газових турбін [3]. Відмінною рисою комплексу програм САПР «Турбоагрегат» у порівнянні з існуючими сучасними програмами, включно з комерційними, є можливість надійного рішення багаторівневих, багаторежимних, багатокритеріальних і багатопараметричних задач оптимізації з урахуванням широкого спектра конструктивних, технологічних, параметричних і функціональних обмежень [4].
Значення наукових досліджень під керівництвом професора Бойка А. В. підтверджує їх широке застосування в промисловості. Разом з колективом ПАТ «Турбоатом» були створені потужні парові турбіни нового покоління К-220-44-2М, К-330-23,5 і К-540-23,5 [5.6]. Головний показник ефективності теплових електростанцій — витрату палива на виробництві 1 кВт години електроенергії — вдалося помітно зменшити. А це складає мільйони тонн економії палива.
Професор Бойко А. В. є автором більш ніж 170 статей, 6 патентів, 11 книг, серед яких — 4 підручники, 6 наукових монографій. Серед останніх — монографія «Оптимальне проектування проточної частини осьових турбін», що опублікована 2016 року в США [7].
Про високий рівень наукових пошуків говорить і той факт, що лише в останні роки результати досліджень були представлені доповідями на 8-й і 11-й Європейських конференціях з турбомашин (ETC8 — Австрія, 2009; ETC11 — Іспанія, 2015), 3-й і 4-й спільних Американо-Європейських конференціях із проточних машин (FEDSM2010 — Канада, 2010; FEDSM2014 — США, 2014), 1-му Всесвітньому конгресу з оптимізації в інженерних галузях промисловості (OPTi2014 — Греція, 2014).
Під керівництвом професора Бойка А. В. захищено 12 кандидатських та 3 докторських дисертацій.

## Про А.В.Бойко (посилання)
- Бойко Анатолій Володимирович [Архівовано 9 квітня 2018 у Wayback Machine.]
- Anatoli Boiko (Анатолій Володимирович Бойко) в Google Scholar [Архівовано 5 лютого 2018 у Wayback Machine.]
- До ювілею Анатолія Володимировича Бойко [Архівовано 5 лютого 2018 у Wayback Machine.]